# Rozdymkowate
Rozdymkowate, tetrodonowate, kolcobrzuchowate (Tetraodontidae) – rodzina głównie morskich ryb promieniopłetwych z rzędu rozdymkokształtnych (Tetraodontiformes), rzadziej spotykane w wodach słodkich lub słonawych. Ich ciało zawiera silnie trującą tetrodotoksynę. Niektóre gatunki spotykane są w hodowlach akwarystycznych.

## Występowanie
Ciepłe i gorące wody oceaniczne.

## Cechy charakterystyczne
Ciało owalne, niemal okrągłe w przekroju, zwykle bez kolców (w odróżnieniu od najeżkowatych, które mają wyraźne, ostre kolce). Ryby z tej rodziny wystraszone lub zaatakowane potrafią zwiększyć rozmiary ciała poprzez napompowanie wodą lub powietrzem. Oczy poruszają się niezależnie od siebie. Mają mocny zgryz utworzony z 4 zębów, ułatwiający zgniatanie twardych pancerzy skorupiaków. Płetwy są słabo rozwinięte.

## Klasyfikacja
Rodzaje zaliczane do tej rodziny:
Amblyrhynchotes — Arothron  — Auriglobus  — Canthigaster — Carinotetraodon  — Chelonodon  — Chonerhinos  — Colomesus — Contusus  — Ephippion  — Feroxodon — Guentheridia  — Javichthys — Lagocephalus  — †Leithaodon — Marilyna   — Monotrete  — Omegophora  — Polyspina  — Reicheltia  — Sphoeroides  — Takifugu — Tetractenos — Tetraodon   — Torquigener  — Tylerius